# Porella fengii
Porella fengii là một loài rêu trong họ Porellaceae. Loài này được P.C. Chen & S. Hatt. mô tả khoa học đầu tiên năm 1967.